# Tail
tail je příkaz v UNIXu, který zobrazí několik posledních řádků souboru nebo výstupu jiného procesu.

## Syntaxe
Syntaxe příkazu je:
```
tail [options] <file_name>
```

Standardně vypíše příkaz tail posledních deset řádků vstupu na standardní výstup. Počet řádků, bytů nebo bloků výstupu lze změnit pomocí parametrů. Následující příklad ukazuje, jak vypsat 20 řádků ze souboru:
```
tail -n 20 soubor
```

Tímto způsobem lze vypsat posledních 15 bytů všech souborů začínajících na foo:
```
tail -c 15 foo*
```

Následující příkaz vypíše všechny řádky souboru od druhého řádku:
```
tail -n +2 soubor
```

Následujícím příkaze lze sledovat (follow) narůstající soubor:
```
tail -f soubor
```

V případě, že se v souboru objeví nové řádky, příkaz je okamžitě vypíše (kromě standardního vypsání posledních 10 řádků po spuštění); lze jej ukončit stiskem Ctrl + C.